# Жигайлове
Жи́гайлове — село в Україні, у Захарівській селищній громаді Роздільнянського району Одеської області. Населення становить 47 осіб.
До 17 липня 2020 року було підпорядковане Захарівському району, який був ліквідований.

## Населення
Згідно з переписом 1989 року населення села становило 73 особи, з яких 36 чоловіків та 37 жінок.
За переписом населення 2001 року в селі мешкало 47 осіб.

### Мова
Розподіл населення за рідною мовою за даними перепису 2001 року:
| Мова       | Відсоток |
| ---------- | -------- |
| українська | 80,85 %  |
| молдовська | 17,02 %  |
| російська  | 2,13 %   |